# Макконнелл, Джеймс
Джеймс Уильям Макконнелл (англ. James William McConnell; родился 13 сентября 2004, Морпет) — английский футболист, полузащитник клуба «Ливерпуль».

## Клубная карьера
Начал футбольную карьеру в академии «Сандерленда», в 2019 году присоединился к академии «Ливерпуля». В основном составе «Ливерпуля» дебютировал 26 октября 2023 года в матче Лиги Европы против «Тулузы». 12 ноября того же года дебютировал в Премьер-лиге в матче против «Брентфорда».

## Достижения
«Ливерпуль»
- Обладатель Кубка Английской футбольной лиги: 2023/24